# Amelberga van Susteren

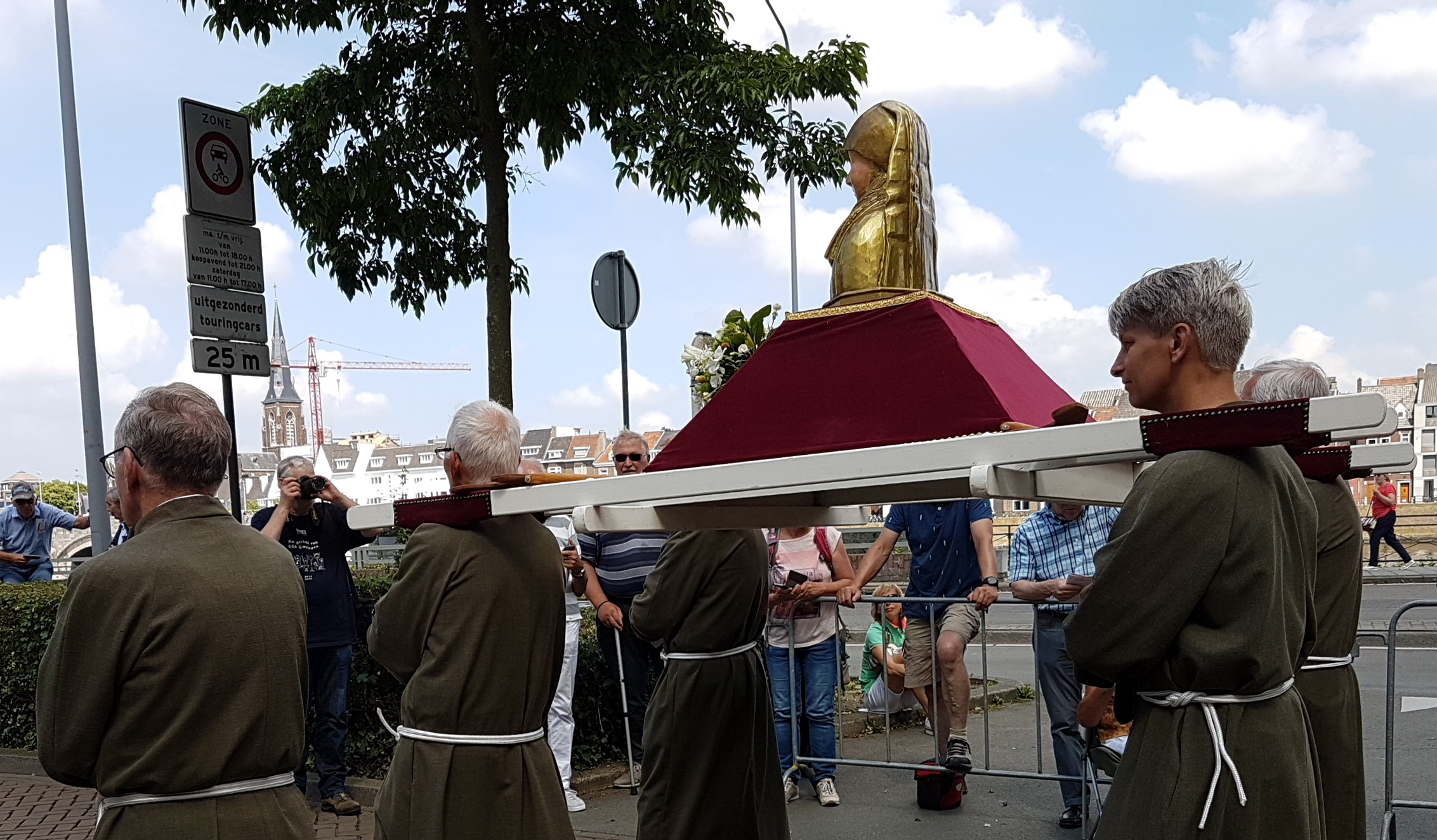
Reliekbuste van Sint-Amelberga tijdens de Heiligdomsvaart van Maastricht in 2018

Amelberga van Susteren, ook wel Amalberga genoemd, (Susteren, ca. 900) was een heilige abdis. Volgens de overlevering zou zij de drie dochters van koning Zwentibold van Lotharingen (Benedicta, Caecilia en Relindis) in het stiftsklooster in Susteren hebben opgevoed. Dan zou zij geleefd hebben rond 900. Algemeen wordt aangenomen dat zij de eerste abdis van het klooster was, dat een voortzetting was van het door Pepijn van Herstal en zijn vrouw Plectrudis gestichte Benedictijner klooster.

## Verering
De eerste vermelding van de verering van Amelberga dateert uit 1147. In dat jaar maakt een drinkbeker van Amelberga deel uit van een reliekeninventaris van het klooster. In 1383 is er in de stiftskerk een Amelberga-altaar. Reliekeninventarissen van 6 en 13 november 1668 vermelden naast de drinkbeker een deel van haar schedel, gehuld in gekleurde zijde. Een achttiende-eeuwse inventaris noemt verder een grote zilveren bokaal met een vergulde kom, waar lijders aan keelpijn bier uit konden drinken. In het eerste kwart van de zestiende eeuw maakte de beeldhouwer Jan van Steffeswert een reliekbuste voor de heilige, en in 1890 vervaardigde de kunstenaar Arnold Engelbrecht een nieuwe schrijn voor de heilige.
Bij de komst van de Fransen in 1794 verbrandden de stiftsdames een groot deel van het archief en verborgen ze een deel van de relieken. In 1885 werd er een nieuw overzicht gemaakt van de aanwezige relikwieën. Veel relieken, waaronder die van Amelberga zelf, werden authentiek verklaard, en een jaar later in een plechtige mis verheven (op het altaar geplaatst) in de oude stiftskerk, die inmiddels was omgedoopt tot Amelbergakerk. Deze kerk mag zich sinds 6 september 2007 de Sint-Amelbergabasiliek noemen. In 1888 werd de traditie van de heiligdomsvaart weer nieuw leven ingeblazen. Gelovigen die tussen 8 en 22 juli Susteren bezochten en daar de relieken aanschouwden, kregen van de paus een volle aflaat. Al in 1447 werd er melding gemaakt van een reguliere heiligdomsvaart in Susteren in een aflaat die verstrekt werd door paus Nicolaas II. De heiligdomsvaart vindt eens in de zeven jaar plaats, de eerstvolgende is in 2028. Amelberga’s heiligendag wordt gevierd op 27 november. 
Amelberga van Susteren moet niet worden verward met twee andere heiligen met die naam. De een is Amalberga van Maubeuge, die omstreeks 690 overleed. Haar feestdag is 10 juli. De andere is Amelberga van Temse of Munsterbilzen in Vlaanderen. Zij stierf omstreeks 770. Ook de dag van deze heilige wordt gevierd op 10 juli.